# DMOZ

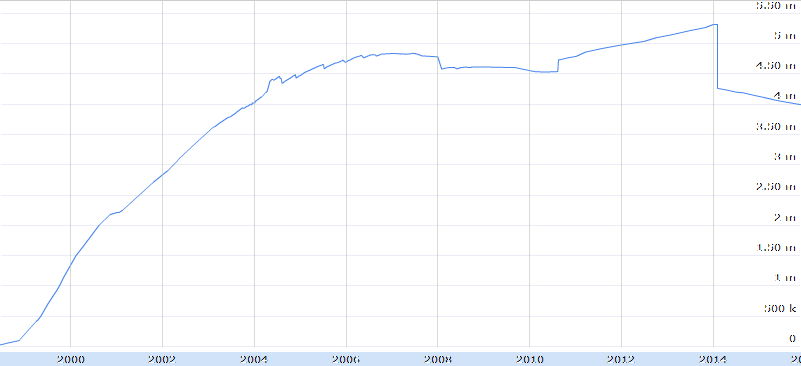
날짜별 DMOZ의 크기

DMOZ는 월드 와이드 웹 링크의 다국적 오픈 콘텐츠 디렉터리이다. 이를 관리하는 사이트와 커뮤니티가 오픈 디렉터리 프로젝트(Open Directory Project, ODP)이다. AOL이 소유하고 있지만 자발적인 편집자 모임이 유지 및 관리하고 있다.
ODP는 계급적 온톨로지를 사용하여 사이트 목록을 나열하고 있다. 비슷한 제목의 목록은 분류를 통하여 묶으며 더 세분화된 분류를 담고 있기도 하다.
DMOZ는 폐쇄되며, "Curlie"(컬리)라는 이름으로 다시 시작되었다.

## 역사
오픈 디렉터리 프로젝트(ODP)는 1998년 썬 마이크로시스템즈의 기술자로 일하고 있던 리치 스크렌타(Rich Skrenta)와 밥 트루엘(Bob Truel)이 그누후(Gnuhoo)라는 이름으로 설립하였다.
그누후 디렉터리는 1998년 6월 5일 활성화되었다. 리처드 스톨만과 자유 소프트웨어 재단은 그누(Gnu)라는 이름을 사용할 것을 반대하였기에 그누후라는 이름은 뉴후(NewHoo)가 되었다. 야후!가 "후"라는 이름을 사용하는 것을 반대하였기에 이름을 다시 바꿀 상황에 처했다. 이름이 ZURL로 될 가능성이 있었으나, 넷스케이프가 1998년 10월 인수하면서 오픈 디렉터리 프로젝트라는 이름을 사용하게 되었다.

## 소프트웨어
- 서치(Search): ODPSearch 소프트웨어는 오픈 소스인 모질라 공용 허가 하의 Isearch에서 유래한 버전이다.
- 에디터 포럼(Editor Forums)
- 버그 트래킹(Bug tracking)
- 인터페이스(Interface)